# Szadzko (jezioro)
Szadzko – jezioro na Pojezierzu Ińskim, położone w gminie Dobrzany, w powiecie stargardzkim, w woj. zachodniopomorskim. Jezioro znajduje się ok. 1 km na południowy zachód od miasta Dobrzany.
Według danych gminy Dobrzany powierzchnia zbiornika wynosi 78,42 ha, a maksymalna głębokość 2,6 m
Linia brzegowa jeziora jest średnio rozwinięta – występują łagodne zatoki, brzegi wysokie od północy, część południowa o brzegach niskich z szerokim pasem trzcinowisk. Na północnym krańcu Szadzka znajduje się ujście rzeki Pęzinki – silnie zabagnione i zatrzcinione, rzeka uchodzi z jeziora w okolicy wsi Szadzko leżącej nad południowo-zachodnim brzegu. Nad północnym brzegiem biegnie droga lokalna do Dobrzan.
O bardzo dużej wartości krajobrazowej decyduje w większości zadrzewiona, niezabudowana linia brzegowa oraz wyraźne akcenty historyczne – grodziska na brzegu południowym, wzgórze zamkowe oraz ruiny starego kościoła w Szadzku. 
Według danych gminy w typologii rybackiej jest jeziorem linowo-szczupakowym, jednak według danych Regionalnego Zarządu Gospodarki Wodnej jest to jezioro typu karasiowego. Dominuje tu leszcz, a sandacz jest gatunkiem towarzyszącym.